# 信息融合
信息(数据)融合是一个实时的连续的过程，它多层次、多方面地对多源信息进行探测、联想、估计以及组合处理,其目的是获得精确的被测目标的状态、一致性估计和完整的实时评价。本概念源于军事领域，现已向其他信息科学领域拓展。